# Jenn Proske
Jenn Proske, née le 8 août 1987 à Toronto, Ontario, est une actrice américaine d'origine canadienne.

## Biographie
Jenn Proske est née à Toronto, au Canada. Elle a une sœur cadette nommée Becca. Sa famille déménagea à Orange County, en Californie quand elle avait quatre ans. Là, elle s'est impliquée dans des spectacles sur scène pour les enfants: à six ans, elle a joué Ticklish le nain dans une nouvelle version de Blanche-Neige. Elle a passé six mois en Australie étudier et travailler à la Sydney Theatre Company, dirigée par Cate Blanchett et Andrew Upton. En mai 2009 elle obtient son diplôme dans les arts et le théâtre par intérim du Collège des Beaux-Arts à l'Université de Boston, où elle a obtenu une maîtrise en justice pénale. Puis, elle a quitté son emploi en tant que designer floral à la station balnéaire de Saint Regis du comté d'Orange et a déménagé à Los Angeles pour devenir actrice.
Après avoir joué dans plusieurs spectacles tout au lycée et au collège, Jenn Proske a obtenu son premier rôle professionnel dans Steel Magnolias par Robert Harling, en 2008, où elle incarne Shelby. En 2009, elle joue Titania et Hippolyte dans Le Songe d'une nuit d'été au Théâtre Mysterium de Santa Ana et a eu le rôle de Mariah dans Pope Joan à Off-Broadway.
Elle a obtenu son premier rôle au cinéma en 2010, dans Mords-moi sans hésitation (Vampires Suck), où elle interprète Becca Crane, la parodie de Bella Swan de la saga Twilight. Dans un premier temps, elle avait été appelée pour le rôle d'Iris, la parodie d'Alice Cullen.
En 2011, elle rejoint le court-métrage (The Infamous Exploits of Jack West) et le pilote de la série télévisée Home Game. En Novembre, elle joue Serena, la fille violée d'un sénateur, dans les épisodes 8 et 9 de la saison 8 de Les Experts : Manhattan .
En 2012, elle décroche le rôle de Beth dans la série House of Lies ainsi que le rôle de Dina Van Cleve (l'un des rôles principaux) dans le téléfilm Pour l'honneur de ma fille (Sexting in Suburbia), réalisé par John Stimpson.

## Cinéma
- 2010 : Mords-moi sans hésitation (Vampires Suck) : Becca Crane
- 2011 : The Infamous Exploits of Jack West (Court-métrage) : Cambria West

## Télévision
- 2011 : Home Game (série) : Tess (en production)
- 2011 : Les Experts : Manhattan (CSI : NY) (Série TV) : Serena Matthews (Saison 8, épisode 9)
- 2012 : House of Lies (Série TV) : Beth
- 2012 : Pour l'honneur de ma fille (Sexting in Suburbia) (Téléfilm) : Dina Van Cleve
- 2012 : New York, unité spéciale : Meghan Weller (saison 13, épisode 11)
- 2012 : Beauty and the Beast (Série TV) : Clarissa (Saison 1, épisode 4)
- 2013 : Graceland :  Abby
- 2014: Rizzoli and Isles (Série TV) : Lily Green (Saison 5, épisode 2)